# Elecciones provinciales del Chaco de 2003
Las elecciones generales de la provincia del Chaco de 2003 tuvieron lugar el domingo 14 de septiembre del mencionado año con el objetivo de renovar los cargos de Gobernador vicegobernador, y 16 de los 32 diputados provinciales. Se realizaron al mismo tiempo que las elecciones legislativas a nivel nacional, en las cuales la provincia también renovó tres de sus bancas en la Cámara de Diputados de la Nación Argentina.
La elección se desarrolló luego de la crisis del 2001, la cual deslegitimo a toda la clase política nacional, pero sobre todo a la Unión Cívica Radical, lo que la llevó a ocupar el 6.º puesto en las elecciones presidenciales de abril con el 2,34% de los votos. Bajo este panorama, Angél Rozas buscaba continuar con el gobierno de la UCR en la provincia, aunque esta aun mostraba un amplio apoyo radical, ya que fue la única en que el candidato presidencial Leopoldo Moreau obtuvo el 2.º puesto, detrás del expresidente Carlos Menem. La provincia también había sufrido una crisis institucional, con la renuncia del vicegobernador Miguel Pibernus en 2001 envuelto en un escándalo originado por diversas denuncias de corrupción. El gobernador llamó a elecciones para cubrir el puesto de vicegobernador, en las cuales Roy Nikisch fue elegido.
El candidato del oficialista Frente de Todos fue el entonces vicegobernador Roy Nikisch, ante la imposibilidad constitucional de que Rozas aspirara a un tercer mandato. La oposición, dirigida por el Partido Justicialista, constituyó el Frente para la Victoria, tomando el nombre que Néstor Kirchner había utilizado recientemente para convertirse en presidente, y presentó como candidato al Senador nacional Jorge Capitanich. Los recién formados Afirmación para una República Igualitaria y Recrear para el Crecimiento, que respondían a los excandidatos presidenciales Elisa Carrió y Ricardo López Murphy respectivamente, se presentaron a las elecciones, aunque no lograron romper la polarización. Superando el 50% de los votos, el postulante del Frente de Todos quedó consagrado sin necesidad de medirse en una segunda vuelta. El balotaje estaba previsto para el 5 de octubre si ninguno de los candidatos obtenía más del 45% de los votos o no sacaba sobre el segundo una ventaja de 10 puntos.

## Resultados

### Gobernador y Vicegobernador
|  | 41.78 % |

|  | 5.00 % |

|  | 3.79 % |

|  | 2.81 % |

|  | 53.37 % |

|  | 40.94 % |

|  | 2.11 % |

|  | 1.36 % |

|  | 0.86 % |

|  | 0.71 % |

|  | 0.64 % |

|  | 97.93 % |

|  | 1.67 % |

|  | 0.33 % |

|  | 100.00 % |

|  | 75.68 % |

### Cámara de Diputados
| ← 2001 · Cámara de Diputados · 2005 → | ← 2001 · Cámara de Diputados · 2005 →     | ← 2001 · Cámara de Diputados · 2005 → | ← 2001 · Cámara de Diputados · 2005 → | ← 2001 · Cámara de Diputados · 2005 → | ← 2001 · Cámara de Diputados · 2005 → | ← 2001 · Cámara de Diputados · 2005 → | ← 2001 · Cámara de Diputados · 2005 → | ← 2001 · Cámara de Diputados · 2005 → |
| Partido/Alianza                       | Partido/Alianza                           | Votos                                 | %                                     | Bancas                                | Bancas                                | Bancas                                | Bancas                                | Candidatos |
| Partido/Alianza                       | Partido/Alianza                           | Votos                                 | %                                     | Obtenidas                             | +/-                                   | Totales                               | +/-                                   | Candidatos |
| ------------------------------------- | ----------------------------------------- | ------------------------------------- | ------------------------------------- | ------------------------------------- | ------------------------------------- | ------------------------------------- | ------------------------------------- | --- |
|                                       | Frente de Todos                           | 195.793                               | 41,64                                 | 8/16                                  | 2                                     | 18/32                                 | 3                                     | Ver candidatos: 1. Carlos Ulrich 2. Irene Ada Dumrauf 3. Guillermo Alberto Agüero 4. Miguel José Luis García 5. Viviana Noemí Glibota 6. Juan José Bergia 7. Miguel Ángel Eduardo Melar 8. Eduardo Aníbal Siri 9. María Isabel Álvarez 10. Leandro Zdero 11. Estella Maris Aguirre 12. Carlos Inglant 13. Mirta Inés Ibrahin 14. Dolly Esther Villa 15. José Luis Pila 16. Sergio Ariel Vallejos                                                     |
|                                       | Frente para la Victoria                   | 191.203                               | 40,66                                 | 8/16                                  | 2                                     | 14/32                                 | 3                                     | Ver candidatos: 1. Gustavo Martín Martínez 2. María Luisa Chomiak 3. Rodolfo Alcides García 4. Ricardo Luis Sánchez 5. Gladys Mabel Acosta 6. María Elena Vargas 7. Carlos Alberto Villalva 8. María Esther Mutinelli 9. Clarissse Myriam Pasmanter 10. Fernando Emilio Bogado 11. María Lilian Fonseca 12. María Graciela Cavana 13. Néstor Pedro Gabriel Ninoff 14. Delio Rubén Acevedo 15. Emiliana González 16. Elba Raquel Romero               |
|                                       | Partido Nacionalista Constitucional       | 22.989                                | 4,89                                  | 0/16                                  | Sin cambios                           | 0/32                                  | Sin cambios                           | Ver candidatos: 1. Luis Alberto Cabrera 2. Julio Antonio Encina 3. Mónica María del Valle Stride 4. Luis Alberto Rovira Vergara 5. Juan Carlos Leoni 6. María Yolanda Godoy 7. Antonio Orlando Espíndola 8. Luis Emma Trassani 9. Humberto Abel Mercado 10. Pedro Roberto Amarilla |
|                                       | Acción Chaqueña                           | 18.612                                | 3,96                                  | 0/16                                  | Sin cambios                           | 0/32                                  | Sin cambios                           | Ver candidatos: 1. Naredo Luis Aguirre Piela 2. Carlos José Petrunior 3. Celina Irene Euler 4. Antonio Ramón Prieto 5. Sergio Omar Borelli 6. Rosario Belkys Ávalos 7. Juan Carlos Schahovskoy 8. Raúl Alberto Gómez 9. Elba Patricia Lezcano 10. Bernardo Brauer 11. José Orlando Zacgorac 12. Mirtha Ortencia Villalva 13. Antonio Barrios 14. Francisca Paula Fernández 15. Juan Carlos Godoy                                                     |
|                                       | Frente Grande                             | 12.936                                | 2,75                                  | 0/16                                  | Sin cambios                           | 0/32                                  | Sin cambios                           | Ver candidatos: 1. Darío Edgardo Gómez 2. Juan Carlos Argüello 3. Lurdes Alejandrina Villarreal 4. Héctor Horacio Martínez 5. Nasario Silva 6. Sonia Beatriz Wyss 7. Oscar René Lencina 8. Patricio Abel Francia 9. Violeta Mabel Fiori 10. José Luis Acosta 11. Marcos Rafael Ruiz Díaz 12. Valentina Lencina 13. Fabricio Nelson Bolatti 14. Gustavo Simón Cicik 15. Graciela Beatriz López 16. Guillermo Roberto Infanger                         |
|                                       | Afirmación para una República Igualitaria | 10.096                                | 2,36                                  | 0/16                                  | Sin cambios                           | 0/32                                  | Sin cambios                           | Ver candidatos: 1. Alicia Terada 2. Emilio Gerardo Rodríguez 3. Azucena Edit Escobar 4. Norma Culaciatti 5. Edilio Martín Gómez 6. Ricardo Argentino Paz 7. Claudio Rubén Mildenberger 8. Emma Victoria Silvestri 9. Roxana Inés Cándido 10. Basilio Enio Ramírez 11. Jorge Enrique Castillo 12. Rosa Blanca Martínez 13. Mauricio Eduardo Levit 14. María Teresa Penas 15. Ernesto José Conti 16. Eddie Julio Torre                                 |
|                                       | Recrear para el Crecimiento               | 6.705                                 | 1,43                                  | 0/16                                  | Sin cambios                           | 0/32                                  | Sin cambios                           | Ver candidatos: 1. Alberto Jorge Glibota 2. Roberto Héctor Gillard 3. Patricia Alejandra Petray 4. Julio Omar Herrera 5. Analía Patricia Segovia Bogado 6. Pablo Andrés David Cosnza 7. Claudia Faviana Amuchástegui 8. Pedro Punos 9. Lilian Rut Gómez 10. Silvia Susana Montiel 11. Carlos Alfredo Berry 12. Bibiana Griselda Ana Herrera 13. Christian René Gauto 14. Ramón Alejandro Colodrero 15. Nora Graciela Cano 16. Graciela Beatriz Jar   |
|                                       | Partido Comunista                         | 4.110                                 | 0,87                                  | 0/16                                  | Sin cambios                           | 0/32                                  | Sin cambios                           | Ver candidatos: 1. Raúl Omar Galván 2. Miguel Ángel Ríos 3. Gloria María Alcaraz 4. Silvia Alejandra Antonietti 5. Diego Horacio Billa 6. Obdulia Ramona García 7. Leoncia Henríquez 8. Juan de Dios Benítez 9. Ester Azcona 10. Dardo Hilario Azcona 11. Noemí Aida Cañete 12. Elvio David Carrizo Fernández 13. María Adela Carlen 14. Sofía Magdalena Ogas 15. Antonio Manzi 16. Ramón Vicente González                                           |
|                                       | Partido Demócrata Cristiano               | 3.510                                 | 0,75                                  | 0/16                                  | Sin cambios                           | 0/32                                  | Sin cambios                           | Ver candidatos: 1. Néstor Gustavo Fantín 2. Cecilia Elizabeth Capra 3. Beatriz Celsa Duarte Agüero 4. Osvaldo Rubén Almirón 5. Pablo Alberto Chelín 6. Elsa Mabel Grabovieski 7. Elio Montivero 8. María Irene Calderón 9. Pedro Walter Paz 10. María Teresa Ramírez Arbo 11. Faustino Ramón Sánchez 12. Guillermo Horacio Ledesma Ybarra 13. María del Carmen Sánchez 14. Roberto Miguel Vera Bermúdez 15. Osvaldo Darío Celaibe 16. Graciela López |
|                                       | Partido Obrero                            | 3.310                                 | 0,70                                  | 0/16                                  | Sin cambios                           | 0/32                                  | Sin cambios                           | Ver candidatos: 1. Aurelio Díaz 2. María Cristina Cantero 3. Jorge Omar Ramírez 4. Ángel Benigno Rojas 5. María Cristina Quenardelle 6. Daniel Olmedo 7. Miriam Mabel Baldo 8. Juan Carlos Machado 9. Lidia Andrea Trejo 10. Ireneo Ricardo Chara 11. Nidia Beatriz Muñoz 12. María Rosa Franco 13. Antonia Vergara 14. Favio Arévalo 15. Anabela Rosa Oviedo 16. Zulma Beatriz Lezcano                                                              |
|                                       |                                           |                                       |                                       |                                       |                                       |                                       |                                       | |
| Votos válidos                         | Votos válidos                             | 478.287                               | 97,93                                 |                                       |                                       |                                       |                                       | |
| Votos en blanco                       | Votos en blanco                           | 16.605                                | 1,67                                  |                                       |                                       |                                       |                                       | |
| Votos anulados                        | Votos anulados                            | 1.950                                 | 0,33                                  |                                       |                                       |                                       |                                       | |
| Total de votos                        | Total de votos                            | 496.842                               | 100                                   |                                       |                                       |                                       |                                       | |
| Votantes registrados/participación    | Votantes registrados/participación        | 656.492                               | 75,68                                 |                                       |                                       |                                       |                                       | |
| Fuentes:                              |                                           |                                       |                                       |                                       |                                       |                                       |                                       | |